# Pogrom w Kownie
Pogrom w Kownie – pogrom ludności żydowskiej w Kownie przeprowadzony z niemieckiej inspiracji przez litewskich nacjonalistów 25–29 czerwca 1941 roku, niedługo po wybuchu wojny niemiecko-sowieckiej i rozpoczęciu okupacji miasta przez III Rzeszę.
Konsekwencją sowieckiej okupacji Litwy w latach 1940–1941 był gwałtowny wzrost nastrojów antysemickich. Fakt ten wykorzystały niemieckie służby bezpieczeństwa, które po rozpoczęciu inwazji na ZSRR starały się podżegać ludność okupowanych przez Sowietów terytoriów do wystąpień antyżydowskich. Funkcjonariusze Einsatzgruppen, którzy wkroczyli do Kowna 25 czerwca 1941 roku, w krótkim czasie zorganizowali litewską bojówkę, która we współpracy z innymi formacjami litewskich „partyzantów” oraz niektórymi mieszkańcami miasta przystąpiła do mordowania Żydów i grabienia ich własności. Ofiarą kilkudniowych zamieszek padło 3,8 tys. kowieńskich Żydów. Był to jeden z największych pogromów urządzonych latem 1941 roku w byłej sowieckiej strefie okupacyjnej.
Czerwcowy pogrom poprzedził utworzenie kowieńskiego getta i masowe egzekucje Żydów w fortach Twierdzy Kowno.

## Stosunki litewsko-żydowskie przed 22 czerwca 1941 roku
Przed 1918 rokiem oraz w pierwszych latach istnienia niepodległej Litwy stosunki między Litwinami a Żydami układały się względnie poprawnie. Ten stan rzeczy zaczął stopniowo ulegać zmianie po zamachu stanu w 1926 roku, gdy litewscy nacjonaliści nasilili antysemicką propagandę. Na zaostrzenie stosunków narodowościowych wpłynął także wielki kryzys gospodarczy. Niemniej przez długi czas litewski nacjonalizm za swego głównego wroga postrzegał nie Żydów, lecz Polaków.
W czerwcu 1940 roku, w konsekwencji postanowień paktu Ribbentrop–Mołotow, Armia Czerwona rozpoczęła okupację Litwy. Dwa miesiące później kraj ten został formalnie wcielony do ZSRR jako jedna z republik związkowych. Sowieckiej okupacji towarzyszył zakrojony na szeroką skalę terror, wymierzony przede wszystkim w inteligencję i warstwy posiadające, oraz gwałtowna pauperyzacja spowodowana wprowadzeniem gospodarki nakazowo-rozdzielczej. Na ich skutek ucierpiała również mniejszość żydowska. Sowieckie władze rozwiązały żydowskie organizacje polityczne, społeczne i religijne, represjonowały działaczy niekomunistycznych partii i ugrupowań, znacjonalizowały należące do Żydów przedsiębiorstwa, warsztaty i majątki ziemskie. Z drugiej strony nowa władza otworzyła jednak przed licznymi Żydami, zwłaszcza młodszymi wiekiem, niedostępne dotąd ścieżki awansu społecznego, w tym możliwości kariery w strukturach administracji i służb bezpieczeństwa. Ten stan rzeczy wywołał szok i rozgoryczenie Litwinów, tym bardziej że towarzyszyła mu utrata przez nich statusu narodu dominującego. Konsekwencją był gwałtowny wzrost nastrojów antysemickich.
Po rozpoczęciu sowieckiej okupacji za granicę zbiegli liczni działacze polityczni i wojskowi. Stali się oni głównym zapleczem Litewskiego Frontu Aktywistów (Lietuvių aktyvistų frontas – LAF), utworzonego w Berlinie w listopadzie 1940 roku. Front stawiał sobie za cel odbudowę litewskiej państwowości w oparciu o nazistowskie Niemcy. Licząc na rychły wybuch konfliktu niemiecko-sowieckiego, jego przywódcy przystąpili do tworzenia podziemnych struktur na terenie okupowanego kraju. W momencie wybuchu wojny miały one dokonać zbrojnego wystąpienia przeciw Sowietom. LAF, a w szczególności jego skrajnie nacjonalistyczny odłam wywodzący się z przedwojennej organizacji „Żelazny Wilk” (lit. Geležinis Vilkas), za swojego wroga uznawał jednak nie tylko ZSRR, lecz również Żydów, których zgodnie ze stereotypem „żydokomuny” utożsamiano w całości z systemem sowieckim i stosowaną przezeń polityką terroru. Autorzy odezwy LAF z 24 marca 1941 roku, rysując wizję rychłego wybuchu wojny niemiecko-sowieckiej, podkreślali:

Jest ogromnie ważne, aby została przy tym wykorzystana okazja uwolnienia się od wszystkich Żydów. Musimy stworzyć taką atmosferę, która będzie dla Żydów tak nieznośna, że żaden Żyd nie pomyśli, że ma on najmniejsze prawo czy możliwość egzystencji w Nowej Litwie.

W odezwie LAF z czerwca 1941 roku, wydanej najprawdopodobniej na krótko przed niemiecką inwazją, znalazły się z kolei następujące zapowiedzi:

[…] nadeszła rozstrzygająca godzina ostatecznego policzenia się Żydami. Litwa musi być wyzwolona nie tylko z niewoli bolszewików-Azjatów, ale i od wieloletniego żydowskiego jarzma. Front Litewskich Aktywistów jak najuroczyściej oświadcza [...]
1. Dawne, przyznane Żydom w czasach Witolda Wielkiego, prawo schronienia odwołuje się całkowicie i ostatecznie.
2. Każdy bez wyjątku Żyd stanowczo zostaje niniejszym uprzedzony, aby bez zwłoki opuścił ziemię Litwy.
3. Wszyscy ci Żydzi, którzy osobiście wyróżnili się zdradą państwa litewskiego i prześladowaniem litewskich rodaków, znęcaniem się bądź krzywdzeniem, będą pociągani oddzielnie do odpowiedzialności i otrzymają zasłużoną karę.

## Wybuch wojny niemiecko-sowieckiej
22 czerwca 1941 roku Niemcy dokonały inwazji na Związek Radziecki. Pierwsze tygodnie wojny miały bardzo pomyślny przebieg dla strony niemieckiej. Dywizjom Wehrmachtu udało się bowiem rozbić wojska nadgranicznych okręgów wojskowych ZSRR, a następnie wedrzeć się w głąb sowieckiego terytorium. Dużym powodzeniem uwieńczone zostało między innymi niemieckie natarcie na północnym odcinku frontu. Oddziały sowieckiego Frontu Północno-Zachodniego zostały tam w krótkim czasie rozgromione i wyparte za Dźwinę.
Niemieckie wojska zostały z entuzjazmem powitane przez szerokie kręgi litewskiego społeczeństwa. Na postawę Litwinów wpływ miał w szczególności fakt, że zaledwie tydzień wcześniej władze sowieckie przeprowadziły szeroko zakrojoną akcję deportacyjną, podczas której wywieziono w głąb ZSRR blisko 30–40 tys. osób. Niemcy nie zamierzali jednak wychodzić naprzeciw litewskim aspiracjom niepodległościowym. Przywódców LAF nie poinformowano nawet o terminie planowanej inwazji. Niemniej w wielu miejscach jego zwolennicy wystąpili z bronią w ręku przeciw władzy sowieckiej.
W ślad za oddziałami Wehrmachtu postępowały cztery specjalne grupy operacyjne SD i policji bezpieczeństwa. Ich zadaniem było mordowanie Żydów, komunistów oraz wszystkich innych osób uznawanych za zagrożenie dla niemieckiego panowania. Miały także potajemnie podburzać ludność podbitych ziem do wystąpień antyżydowskich. 29 czerwca 1941 roku SS-Gruppenführer Reinhard Heydrich skierował do dowódców Einsatzgruppen dalekopis, w którym – powołując się na wytyczne przekazane im jeszcze przed inwazją na ZSRR – przypominał:

Nie należy stawiać przeszkód dążeniom samooczyszczania, występującym w antykomunistycznych i antyżydowskich kręgach na nowo zajętych obszarach. Przeciwnie, należy je wywoływać, nie pozostawiając śladów, intensyfikować, jeśli to potrzebne, oraz kierować na odpowiednie tory, w taki jednak sposób, żeby miejscowe „koła samoobrony” nie mogły później powoływać się na rozporządzenia lub udzielone polityczne przyrzeczenia.

Niemcy zdawali sobie sprawę, że miejscowa ludność nie będzie w stanie wyręczyć ich w całkowitej eksterminacji społeczności żydowskich. Podżegając do pogromów zamierzali natomiast uwikłać ją we współpracę z nowym okupantem, a w szczególności uzyskać odpowiedni efekt propagandowy – poprzez stworzenie wrażenia, iż eksterminacja Żydów cieszy się szerokim poparciem wśród podbitych narodów.
Po wybuchu wojny niemiecko-sowieckiej na obszarze Litwy doszło do co najmniej 40 pogromów, w których zginęło około 10 tys. Żydów. Największy miał miejsce w Kownie.

## Kowno w pierwszych dniach wojny

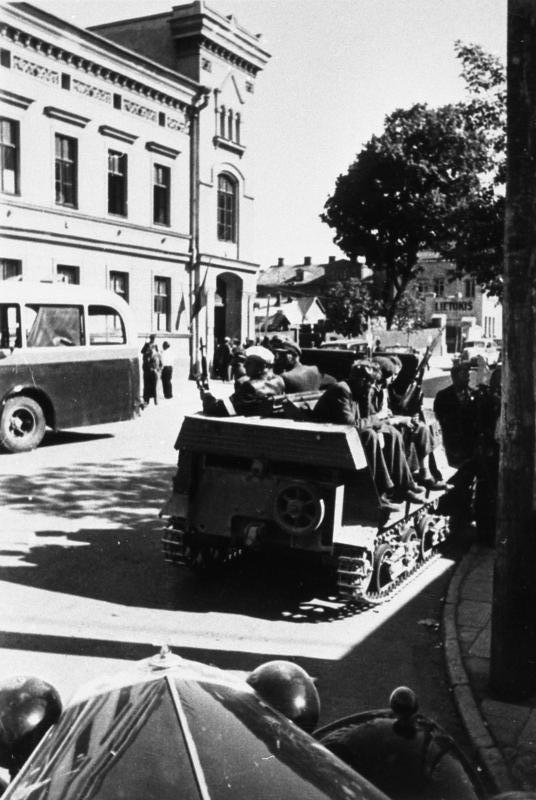
Litewscy „partyzanci” na ulicach Kowna

Kowno, przedwojenna stolica Litwy, w przededniu niemieckiej inwazji liczyło ok. 155–160 tys. mieszkańców. Liczebność miejscowej społeczności żydowskiej wynosiła od 30 tys. do 45 tys. osób.
W pierwszym dniu wojny Luftwaffe zbombardowała lotnisko w Kownie. Armia Czerwona nie podjęła próby utrzymania miasta. Wojsko i pracownicy aparatu okupacyjnego przystąpili do pośpiesznej ewakuacji, a miasto pogrążyło się w chaosie. Tomasz Szarota podawał, że Sowieci nie zdążyli nawet wywieźć na wschód lub wymordować ponad 1900 więźniów, których przetrzymywali w miejscowym więzieniu, aczkolwiek z innych źródeł wynika, że 23 czerwca ewakuowano do Mińska co najmniej 115 więźniów politycznych, których następnie w większości wymordowano podczas „marszu śmierci” do Czerwienia. Z Kowna uciekło w tych dniach kilka tysięcy Żydów.
Na wieść o rozpoczęciu niemieckiej inwazji w Kownie doszło do antysowieckiego wystąpienia zbrojnego. „Partyzanci” nie podjęli jednak próby zdobycia ważnych gmachów lub zakładów przemysłowych, ograniczając się do atakowania pojedynczych czerwonoarmistów. Dopiero 23 czerwca, gdy Sowieci opuścili miasto, działacze LAF opanowali rozgłośnię radiową i proklamowali powstanie litewskiego rządu tymczasowego z Kazysem Škirpą na czele. Na dachu nieukończonego kościoła Zmartwychwstania Pańskiego zatknięto litewską flagę. LAF nie sprawował jednak kontroli nad wszystkimi „partyzantami”. Na terenie miasta operowało w tym czasie kilka działających na własną rękę oddziałów, do których dołączali litewscy dezerterzy z Armii Czerwonej, osoby mające prywatne porachunki z władzą sowiecką, a także przedstawiciele marginesu społecznego i wypuszczeni z więzień kryminaliści.
Jeszcze przed wkroczeniem wojsk niemieckich „partyzanci” dopuścili się mordów i grabieży na kowieńskich Żydach. Szarota przypuszczał, że pierwsze ofiary śmiertelne padły 24 czerwca. Tego dnia rozpoczęły się także aresztowania w domach i na ulicach. Nastroje w mieście podgrzewała prasa LAF oraz kontrolowana przezeń rozgłośnia radiowa, które szerzyły antysemicką propagandę i budowały atmosferę strachu przed rzekomymi komunistycznymi oraz żydowskimi dywersantami. Pułkownik Jurgis Bobelis, komendant miasta z ramienia LAF, zagroził, że w przypadku ostrzelania wkraczających do miasta żołnierzy Wehrmachtu za każdego zabitego Niemca zostanie rozstrzelanych 100 Żydów. Zdaniem Szaroty wydarzeń z dni poprzedzających wkroczenie armii niemieckiej nie można jeszcze określać mianem pogromu, niemniej już wtedy powstała sprzyjająca mu atmosfera.

## Przebieg pogromu

### Przygotowania
Pierwsi niemieccy żołnierze wkroczyli do Kowna wieczorem 24 czerwca. W ślad za nimi, prawdopodobnie następnego dnia w godzinach porannych, w mieście pojawili się funkcjonariusze Einsatzgruppe A na czele z jej dowódcą, SS-Brigadeführerem Franzem Walterem Stahleckerem. Esesmanom towarzyszył Algirdas Jonas Klimaitis – litewski dziennikarz, który najprawdopodobniej już w okresie międzywojennym współpracował z „Żelaznym Wilkiem” i niemieckim wywiadem. To on rankiem 25 czerwca zorganizował spotkanie Stahleckera z przywódcami dwóch największych litewskich bojówek w Kownie: Kazysem Šimkusem i Broniusem Norkusem. Podczas spotkania SS-Brigadeführer zachęcał rozmówców do rozprawy z Żydami, a zarazem zasięgnął ich opinii w sprawie wyboru dzielnicy najbardziej odpowiedniej pod organizację przyszłego getta.
W tajnym raporcie na temat eksterminacji Żydów w krajach bałtyckich, datowanym na 15 października 1941 roku, Stahlecker przyznawał, że w Kownie „nadspodziewanie trudno było wywołać pogrom żydowski na większą skalę”, a cel ten udało się osiągnąć dopiero dzięki wykorzystaniu „grupy partyzanckiej Klimaitisa”. W rzeczywistości Klimaitis, który przybył do miasta wraz z Niemcami, nie dysponował żadnym własnym oddziałem zbrojnym. Postawiono go na czele bojówki, która została zorganizowana od podstaw przez Niemców spośród około 300 „godnych zaufania elementów” – przede wszystkim radykalnych antykomunistów oraz byłych więźniów politycznych i kryminalnych. Bojówkarzom wydano niemieckie pełnomocnictwa i legitymacje, zapewniono środki transportu, a nawet wyżywienie z niemieckich kuchni polowych. W swym raporcie Stahlecker nie ukrywał, iż Niemcy odegrali decydującą rolę w wywołaniu pogromu, pisząc, że Klimaitis działał „na podstawie udzielonych mu w Kownie przez naszą placówkę wskazówek”. Niemniej do pogromu przyłączyli się także członkowie innych litewskich „oddziałów partyzanckich”, zapewne zachęceni perspektywą bezkarnych mordów i grabieży.

### Masakra na Słobódce
25 czerwca kontynuowano aresztowania Żydów. Liczba zatrzymanych stała się wkrótce tak duża, że miejscowe więzienie uległo zapełnieniu, a Żydów zaczęto umieszczać w podmiejskim Forcie VII należącym do kompleksu umocnień carskiej Twierdzy Kowno. Byli tam przetrzymywani w fatalnych warunkach, bez wody i żywności. Jakiekolwiek przejawy nieposłuszeństwa były karane zastrzeleniem na miejscu, dochodziło także do zgwałceń na kobietach.
W południe 25 czerwca przy jednym z mostów nad Wilią grupę około trzydziestu Żydów pobito, zmuszono do tańczenia oraz śpiewania religijnych i komunistycznych pieśni, a na koniec wszystkich zastrzelono. Litewscy bojówkarze wdzierali się do żydowskich mieszkań, dokonując mordów, gwałtów i grabieży. W tych ostatnich uczestniczyli także ci mieszkańcy Kowna, którzy bezpośrednio nie uczestniczyli w pogromie.
Zdaniem Tomasza Szaroty za właściwy początek pogromu należy uznać wydarzenia z wieczora 25 czerwca. Do dzielnicy Wiliampol (Słobódka), tradycyjnie zamieszkiwanej przez ludność żydowską, wtargnął wtedy silny oddział „partyzantów”, któremu towarzyszył tłum litewskich cywilów. Bojówkarze podążali od domu do domu, mordując żydowskich mieszkańców bez względu na wiek i płeć. Mordów często dokonywano w sposób bardzo brutalny, przy użyciu siekier i noży. Wiele ofiar zostało okrutnie okaleczonych. W trakcie pogromu podpalano synagogi i domy mieszkalne. Jeden ze świadków wspominał, że niektórzy Żydzi usiłowali ratować życie przepływając wpław Wilię. Zostali jednak zastrzeleni przez stojących na moście niemieckich żołnierzy, którzy urządzili przy tej okazji „zawody w strzelaniu do celu”.
W trakcie pogromu został zamordowany powszechnie szanowany rabin Słobódki, Zalman Osowski. Oprawcy, którzy wtargnęli do jego mieszkania, zastali go ubranego w rytualny strój i czytającego Talmud. Rabina przywiązano do krzesła, obcięto mu głowę, a zwłoki wystawiono na widok publiczny z przypiętą kartką z napisem: „Oto co zrobimy z wszystkimi Żydami”. Wraz z Osowskim zginęli także jego żona i syn. Tej nocy wymordowano również uczniów kowieńskiej jesziwy – jednej z najważniejszych szkół rabinackich na przedwojennej Litwie. Oprawcy, chcąc upokorzyć swoje ofiary, obcinali im brody przed zamordowaniem.
W raporcie Stahleckera znalazła się informacja, iż tej nocy zamordowano około 1500 Żydów. Najprawdopodobniej owa liczba odnosi się do ofiar z terenu całego miasta. Według świadka, którego relację przytacza Jicchak Arad, liczba ofiar masakry na Słobódce sięgnęła około 800 osób. Według innych źródeł zamordowano tam około tysiąca Żydów.

### Masakra w garażach Lietūkisu

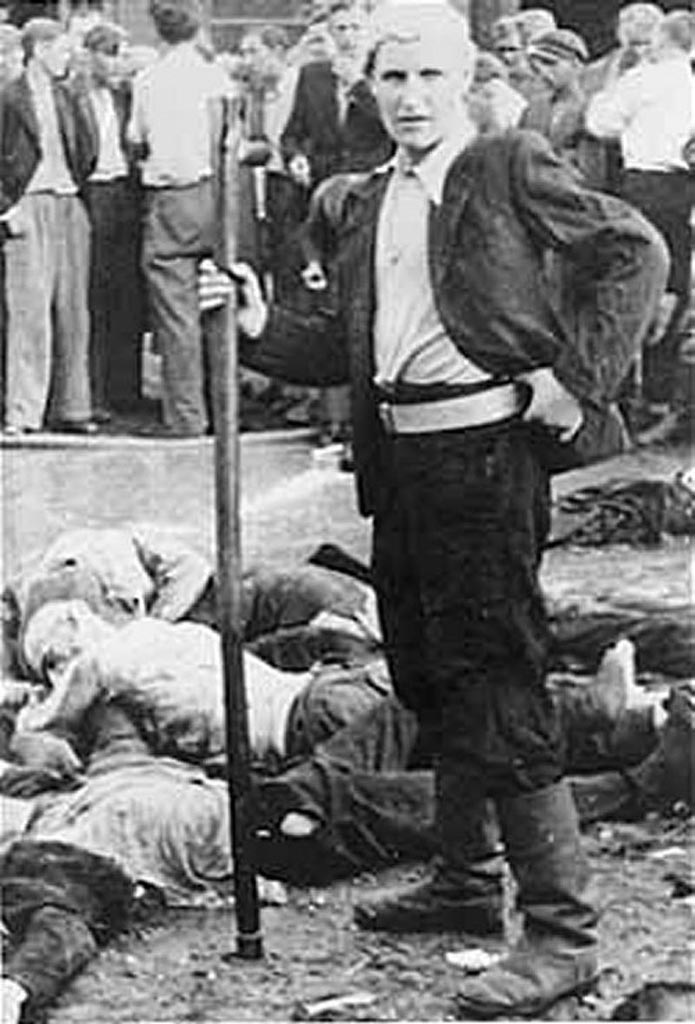
„Kat z Kowna” pozuje do zdjęcia przy zwłokach swoich ofiar

Symbolem kowieńskiego pogromu stały się wydarzenia, które rozegrały się 27 czerwca na terenie garaży spółdzielni Lietūkis przy prospekcie Witolda. Tego dnia w brutalny sposób zabito tam około 60 Żydów. Naocznymi świadkami tych wydarzeń było kilku niemieckich oficerów i żołnierzy, którzy po wojnie spisali relacje na temat ich przebiegu. Oni także uwiecznili masakrę na kilku fotografiach, które zachowały się do czasów powojennych.
W niemieckich relacjach masakra jest przedstawiana jako zbrodnia przeprowadzona wyłącznie z inicjatywy Litwinów. Wiele wskazuje jednak, że została zaaranżowana przez Niemców. Na rolę, którą odegrali oni we wstępnej fazie tych wydarzeń, światło rzuca relacja Juliusa Vainilavičiusa. Zeznał on kilkanaście lat po wojnie, że rankiem 27 czerwca niemieccy żołnierze zmusili grupę żydowskich mężczyzn do uprzątania dziedzińca garażów spółdzielni, w tym do zbierania gołymi rękami stert końskiego łajna. Gdy Żydzi zakończyli pracę, żołnierze zaczęli oblewać ich silnym strumieniem wody z gumowego węża, a nawet zmuszać do wkładania jego wylotu do ust. W pewnym momencie jeden z Niemców spróbował kopnąć opierającego się Żyda, ten jednak uchylił się od ciosu, a napastnik poślizgnął się i upadł, co wywołało wybuch agresji wśród pozostałych żołnierzy. O ile jednak Niemcy ograniczyli się najprawdopodobniej wyłącznie do bicia Żydów, o tyle towarzyszący im Litwini przystąpili rychło do ich mordowania.
„Partyzanci” z białymi opaskami na ramionach chwytali Żydów na ulicach i odprowadzali do garaży Lietūkisu. Tam wyselekcjonowana grupa 5–6 oprawców, najprawdopodobniej byłych więźniów politycznych i kryminalnych, mordowała ofiary przy użyciu żelaznych łomów i gumowych węży. Przyglądający się masakrze tłum litewskich gapiów, w którym znajdowały się również kobiety z małymi dziećmi, reagował z entuzjazmem na każde zabójstwo.
Szczególnym okrucieństwem wyróżnił się młody mężczyzna, któremu NKWD rzekomo zamordowało rodziców. Człowiek ten, nazwany „katem z Kowna”, „zabójcą kowieńskim” lub „kowieńskim handlarzem śmiercią”, kolejno mordował Żydów, posługując się w tym celu drewnianym drągiem lub – co Christopher Hale uważa za bardziej prawdopodobne – metalowym prętem. Niemiecki fotograf, który był świadkiem masakry, wspominał, że po zabiciu swoich ofiar „kat” wspiął się na stos zwłok i odegrał na akordeonie litewski hymn narodowy. Istnieją różne teorie na temat tożsamości owego mężczyzny, obecnie przyjmuje się, iż mógł nim być Juozas Surmas – późniejszy kierowca Stahleckera.

Na wybetonowanym placu przed stacją benzynową stał średniego wzrostu, mniej więcej 25-letni o jasnych włosach mężczyzna, który odpoczywał właśnie, opierając się na drewnianym drągu, mającym grubość ramienia, a sięgającym mu do piersi. U jego stóp leżało około 15 do 20 zabitych i umierających. Z węża bez przerwy płynęła woda i zmywała do ścieku rozlaną krew. O kilka tylko kroków za tym człowiekiem stało około 20 mężczyzn, którzy – pilnowani przez kilku uzbrojonych cywilów – w niemej uległości oczekiwali na okrutne stracenie. Na krótkie skinienie występował w milczeniu następny i w bestialski sposób zostawał pobity na śmierć drewnianym drągiem, przy czym każdemu uderzeniu towarzyszyły zachwycone okrzyki widzów – relacja płk. L. von Bischoffshausena.

### Ostatnie dni pogromu
Pogrom trwał jeszcze przez dwa dni. William Mishell wspominał, że zaciętość „partyzantów” wzrosła zwłaszcza w sobotę 28 czerwca, tj. w dzień żydowskiego szabatu. Bojówkarze mieli wtedy zmuszać schwytanych Żydów do tańczenia na oczach tłumu, a następnie pobić ich na śmierć. Niektórzy Żydzi liczyli, że podczas niedzielnych mszy litewscy księża katoliccy zaapelują o zaprzestanie przemocy, jednakże nic takiego nie nastąpiło. Nie nastąpiła także żadna interwencja ze strony Wehrmachtu. Stahlecker ocenił w swym raporcie, że współpraca z wojskiem układała się dobrze, a z 4. Grupą Pancerną dowodzoną przez gen. płk. Ericha Hoepnera – „prawie serdecznie”. Wojsko miało też wykazywać „pełne zrozumienie” dla inspirowanych przez Einsatzgruppe A „akcji samooczyszczających”.
Ostatecznie w związku z koniecznością ustabilizowania sytuacji w mieście Niemcy przystąpili do wygaszania pogromu. 28 czerwca rozpoczęto rozbrajanie litewskich bojówek. Część byłych „partyzantów” Niemcy wcielili do nowo powstałego batalionu litewskiej policji pomocniczej. Dwie z jego pięciu kompanii oddano do wyłącznej dyspozycji Einsatzgruppe.
Następnego dnia pogrom ostatecznie się zakończył. Liczbę jego ofiar Stahlecker oszacował w swym raporcie na 3,8 tys. osób. Był to jeden z największych pogromów urządzonych latem 1941 roku w byłej sowieckiej strefie okupacyjnej.

## Epilog

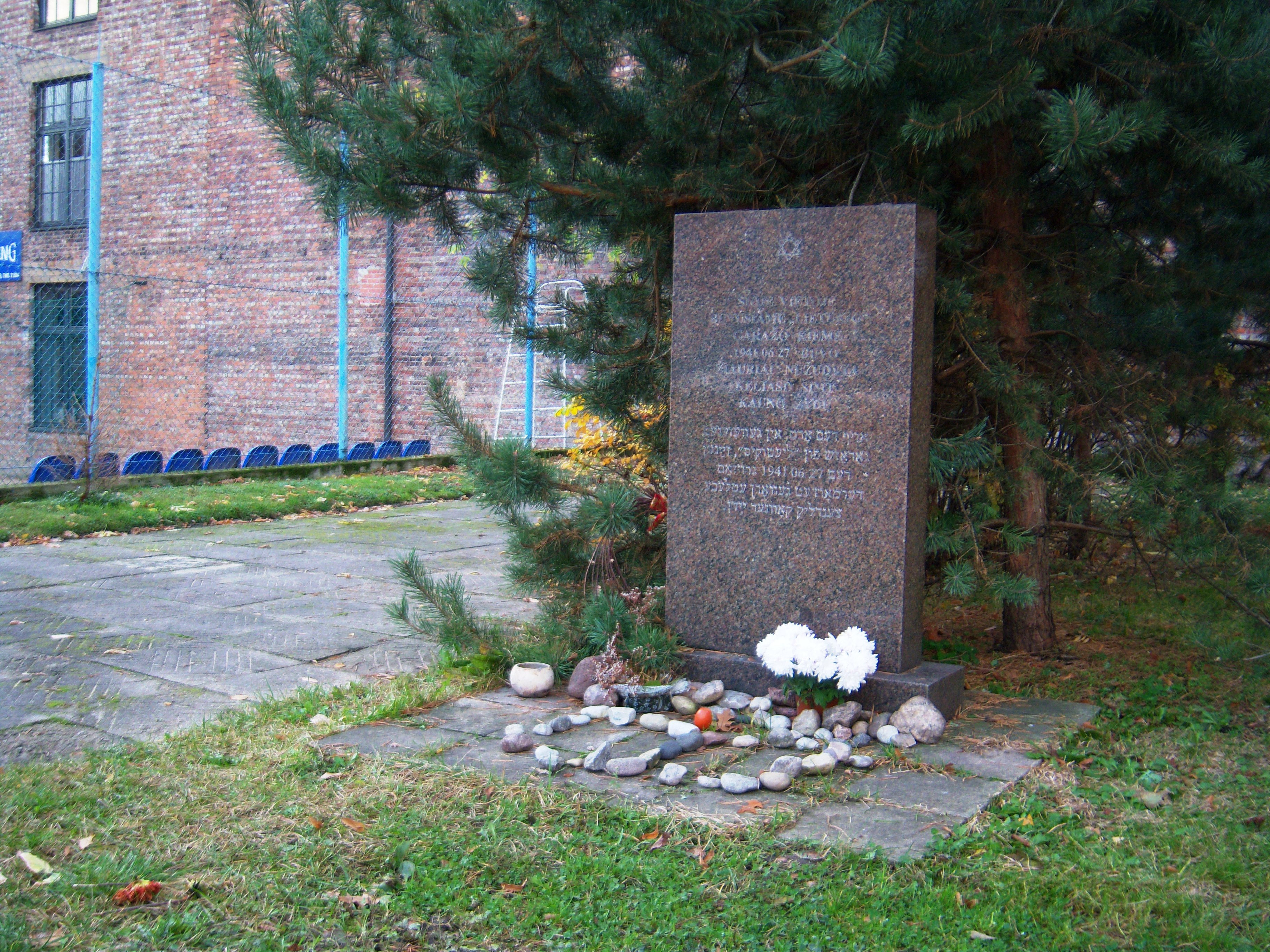
Tablica upamiętniająca Żydów zamordowanych w garażach Lietūkisu

Po zakończeniu pogromu Niemcy przystąpili do bardziej systematycznej rozprawy z kowieńskimi Żydami. Około 29 czerwca do miasta przybyło Einsatzkommando 3 dowodzone przez SS-Standartenführera Karla Jägera. Był to pododdział Einsatzgruppe A, który w pierwszym rzędzie obarczono zadaniem „ostatecznego rozwiązania kwestii żydowskiej” na okupowanej Litwie. 4 lipca w Forcie VII Twierdzy Kowno rozstrzelano 463 Żydów, a dwa dni później kolejnych 2514. Wykonawcami zarządzonych przez Niemców egzekucji byli członkowie kompanii litewskiej policji pomocniczej, którą dowodził por. Bronius Norkus. Część Żydów przetrzymywanych w Forcie – kobiety z dziećmi oraz mężczyzn, którzy przed wojną służyli w litewskiej armii – zwolniono do domów.
7 lipca Stahlecker i Jäger oznajmili zwołanym na spotkanie przywódcom społeczności żydowskiej, że Litwini nie widzą możliwości dalszej koegzystencji z Żydami, stąd ci ostatni mają do wyboru żyć nadal pod groźbą pogromu lub przenieść się do getta. Ludności żydowskiej dano czas do 15 lipca na przeniesienie się do Słobódki, gdzie postanowiono utworzyć kowieńską dzielnicę zamkniętą. Powstanie getta nie zatrzymało jednak akcji eksterminacyjnej. Z raportu Jägera wynika, że do końca listopada 1941 roku w kolejnych dziesięciu masowych egzekucjach rozstrzelano pod Kownem ponad 20 tys. Żydów.
Po odzyskaniu przez Litwę niepodległości Żydów zamordowanych w garażach Lietūkisu uczczono pamiątkową tablicą. Zamieszczona na niej inskrypcja nie informuje jednak, kim byli sprawcy masakry.